# Zemský okres Trevír-Saarburg
Zemský okres Trevír-Saarburg (německy Landkreis Trier-Saarburg) je zemský okres v německé spolkové zemi Porýní-Falc. Sídlem správy zemského okresu je město Trevír, které ovšem není jeho součástí. Má přibližně 149 tisíc obyvatel. 

## Města a obce
Města:
1. Hermeskeil
2. Konz
3. Saarburg
4. Schweich

Obce:
1. Aach
2. Ayl
3. Baldringen
4. Bekond
5. Bescheid
6. Beuren (Hochwald)
7. Bonerath
8. Damflos
9. Detzem
10. Ensch
11. Farschweiler
12. Fell
13. Fisch
14. Föhren
15. Franzenheim
16. Freudenburg
17. Geisfeld
18. Greimerath
19. Grimburg
20. Gusenburg
21. Gusterath
22. Gutweiler
23. Heddert
24. Hentern
25. Herl
26. Hinzenburg
27. Hinzert-Pölert
28. Hockweiler
29. Holzerath
30. Igel
31. Irsch
32. Kanzem
33. Kasel
34. Kastel-Staadt
35. Kell am See
36. Kenn
37. Kirf
38. Klüsserath
39. Kordel
40. Korlingen
41. Köwerich
42. Lampaden
43. Langsur
44. Leiwen
45. Longen
46. Longuich
47. Lorscheid
48. Mandern
49. Mannebach
50. Mehring
51. Mertesdorf
52. Merzkirchen
53. Morscheid
54. Naurath (Eifel)
55. Naurath (Wald)
56. Neuhütten
57. Newel
58. Nittel
59. Oberbillig
60. Ockfen
61. Ollmuth
62. Onsdorf
63. Osburg
64. Palzem
65. Paschel
66. Pellingen
67. Pluwig
68. Pölich
69. Ralingen
70. Rascheid
71. Reinsfeld
72. Riol
73. Riveris
74. Schillingen
75. Schleich
76. Schoden
77. Schömerich
78. Schöndorf
79. Serrig
80. Sommerau
81. Taben-Rodt
82. Tawern
83. Temmels
84. Thomm
85. Thörnich
86. Trassem
87. Trierweiler
88. Trittenheim
89. Vierherrenborn
90. Waldrach
91. Waldweiler
92. Wasserliesch
93. Wawern
94. Wellen
95. Welschbillig
96. Wiltingen
97. Wincheringen
98. Zemmer
99. Zerf
100. Züsch